# Gary Caldwell
Gary Caldwell (Stirling, Escocia, 12 de abril de 1982) es un exfutbolista y entrenador británico que jugaba de defensa. Desde octubre de 2022 dirige al Exeter City F. C.

## Biografía
Gary Caldwell, que actuaba como defensa central, empezó jugando en las categorías inferiores del Newcastle junto con su hermano mayor Steven Caldwell (actualmente jugador del Burnley F. C.). Este equipo, ante la falta de oportunidades para jugar con la primera plantilla, decidió cederlo para que ganara experiencia. De esta forma Gary Caldwell jugó como cedido en varios equipos: Darlington F. C., Hibernian F. C., Coventry City F. C. y Derby County F. C.
En 2004 fichó por el Hibernian F. C.
En 2006 firmó un contrato con el Celtic de Glasgow. Con este equipo ganó dos Ligas y una Copa de Escocia.
En enero de 2010 regresó a la Premier League inglesa fichado por el Wigan Athletic.

## Selección nacional
Fue internacional con la selección de fútbol de Escocia en 55 ocasiones. Su debut se produjo el 27 de marzo de 2002 en el partido Francia 5-0 Escocia.
El 7 de octubre de 2006 marcó su primer gol con la camiseta nacional. Fue en un partido contra Francia, en el que la selección escocesa se impuso por un gol a cero.

## Clubes

### Como jugador
| Club                 | País       | Año       |
| -------------------- | ---------- | --------- |
| Darlington F. C.     | Inglaterra | 2001      |
| Hibernian F. C.      | Escocia    | 2002      |
| Coventry City F. C.  | Inglaterra | 2002-2003 |
| Derby County F. C.   | Inglaterra | 2003      |
| Hibernian F. C.      | Escocia    | 2004-2006 |
| Celtic F. C.         | Escocia    | 2006-2010 |
| Wigan Athletic F. C. | Inglaterra | 2010-2015 |

### Como entrenador
| Club                  | País       | Año       |
| --------------------- | ---------- | --------- |
| Wigan Athletic F. C.  | Inglaterra | 2015-2016 |
| Chesterfield F. C.    | Inglaterra | 2017      |
| Partick Thistle F. C. | Escocia    | 2018-2019 |
| Exeter City F. C.     | Inglaterra | 2022-     |

## Palmarés

### Títulos nacionales
| Título                     | Club                 | País       | Año  |
| -------------------------- | -------------------- | ---------- | ---- |
| Premier League de Escocia  | Celtic F. C.         | Escocia    | 2007 |
| Copa de Escocia            | Celtic F. C.         | Escocia    | 2007 |
| Premier League de Escocia  | Celtic F. C.         | Escocia    | 2008 |
| Copa de la Liga de Escocia | Celtic F. C.         | Escocia    | 2009 |
| FA Cup                     | Wigan Athletic F. C. | Inglaterra | 2013 |